# توري كيوناغا
توري كيوناغا (1752–1815) كان رساما يابانيا يتبع حركة أوكييو-إه الفنية من مدرسة توري. اسمه في الأصل "شينسوكي سيكيجوتشي" وهو ابن بائع كتب في إيدو.